# August von Mackensen
Ludwig Friedrich August von Mackensen (Haus Leipnitz, Wittenberg megye, Poroszország, ma: Trossin, Szászország, 1849. december 6. – Burghorn, ma Habighorst, Eschede, Alsó-Szászország, 1945. november 8.) szászországi születésű porosz királyi katonatiszt, majd német császári tábornagy, sikeres első világháborús hadvezér.

## Élete

### Ifjúkora, tanulmányai
Ludwig Friedrich August Mackensen  1849. december 6-án született a Porosz Királyság Szászország tartományában (Provinz Sachsen), protestáns családban. Édesapja Ludwig Mackensen (1817–1890) uradalmi intéző, majd földbirtokos gazdálkodó, édesanyja Marie Rink (1824–1916) volt.
A dahlbergi községi elemi iskola elvégzése után 1859-ben a torgaui állami gimnáziumba került. Tanulmányai mellett zongorázni is tanult, és színköri eladásokban is részt vett. 1865-ben átment a halléi reálgimnáziumba. 1866-ban konfirmált.
1868-ban a mai 12. osztálynak megfelelő Unterprima elvégzése után önkéntesnek jelentkezett, de gyenge fizikuma miatt alkalmatlannak minősítették, ekkortól apjával együtt gazdálkodott, és mezőgazdasági ismereteket tanult. 1869. október 1-jén ismét jelentkezett a hadseregnél, ekkor alkalmasnak minősítették. Egyéves önkéntesként (Einjähriger Freiwilliger) szolgálatba lépett a 2. lovas testőrezrednél (Leibhusarenregiment) Lissában, Posen tartományban (ma: Leszno, Poznań megye, Lengyelország). Az 1870–71-es porosz–francia háború előtt Mackensen még mezőgazdasági tanulmányokba kezdett a halléi Luther Márton Egyetemen. Itt többek között Julius Kühn (1825–1910) professzor, a német agrártudományi oktatás egyik legjelentősebb személyisége is tanította. Történelmet Gustav Droysennél (1838–1908) hallgatott, akinek fő szakterülete az európai nagyhatalmi viszonyok kutatása volt.

### Katonai pályájának kezdete
1870–71-ben ezredével részt vett a porosz–francia háborúban mint tartalékos tiszthelyettes (Reserveoffiziersanwärter). Párizstól délre, Orléans környékén egy vakmerően végrehajtott lovas felderítő akcióért 1870 októberében megkapta a 2. osztályú Vaskeresztet. Decemberben (tartalékos) hadnaggyá léptették elő. A háború után visszatért Halléba, ahol 1871. októbertől újra felvette mezőgazdasági tanulmányait. Csatlakozott a Corps Agronomia Hallensis zu Göttingen diákszövetséghez, amely szeniorává választotta az 1872/73 téli szemeszter előtt.
A háborús tapasztalatok után azonban unalmasnak találta a mezőgazdászatot, ugyanakkor tetszett neki az a társadalmi elismerés és megbecsülés, amelyet rangjával és kitüntetésével szerzett. Hivatásos katonai pályára kívánt lépni. Apja beleegyezett, hogy biztosítsa ehhez a pénzügyi támogatást.
1873 tavaszán August Mackensen megszakította egyetemi tanulmányait és jelentkezett hivatásos tisztnek. Alhadnagyi (Sekondeleutnant) rangot, majd szorgalma és becsvágya nyomán igen jó minősítéseket kapott. Jól értett ahhoz, hogyan nyerje meg magának elöljáróit. Előmenetelét segítették hadtörténeti írásai is. 1877-ben jelentette meg „A 2. lovastestőrezred a Franciaország elleni háborúban” („Das Leib-Husaren-Regiment Nr. 2 im Kriege gegen Frankreich”) c. munkáját, amelyet tetszéssel fogadtak.

### Első házassága, gyors karrierje
1876-ban adjutánsként az 1. lovassági dandárhoz (Kavallerie-Brigade) helyezték, Kelet-Poroszországba, a königsbergi helyőrségbe (ma: Kalinyingrád, Oroszország). Itt ismerte meg jövendő feleségét, Dorothea von Hornt (1854–1905), akinek apja, Carl von Horn, Kelet-Poroszország tartományi elnöke volt. Dorothea bátyja, Georg von Horn elesett a háborúban. A fiú katonai érdemeit Mackensen könyvében is méltatta. 1878 közepén Mackensent főhadnaggyá léptették elő. 1879. május 14-én eljegyezték egymást, s november 21-én egybe is keltek. Mackensen katonai és társadalmi karrierjét jelentősen segítette a befolyásos nemesi családba való benősülése. Házasságukból öt gyermek született:
- Else (1882–1888)
- Hans Georg(1883–1947) államtitkár
- Manfred
- Eberhard (1889–1969) vezérezredes, második világháborús hadseregparancsnok
- Ruth (1897–1945)

1880-ban Mackensent ezrede törzskarához helyezték anélkül, hogy valaha is látogatta volna a vezérkari akadémiát (Kriegsakademie). 1881-ben kinevezték az 1. Danzig–Langfuhri lovastestőr-ezred (Leibhusarenregiment) parancsnokává. 1882-ben századosi rangban a német haderő nagyvezérkarához (Grosser Generalstab) rendelték, 1891-ben a nagyvezérkar akkori főnökének, gróf Alfred von Schlieffen tábornagynak első segédtisztje lett. 1892-ben megjelentette „Fekete huszárok” („Schwarze Husaren”) című kétkötetes művét, amelyben ezredének történetét dolgozta fel. 1894-ben kinevezték a danzigi 1. testőrhuszárezred parancsnokának, és hamarosan ezredessé léptették elő.
1898-ban II. Vilmos császár szárnysegédje lett. 1899-ben, Vilmos születésnapja alkalmából az immár Von Mackensent nemesi rangra emelték. Ezredét 1901-ben lovastestőrdandárrá szervezték át. A császár utasítására Von Mackensent tábornokká léptették elő, és dandárparancsnokká, majd 1903-ban a császár főszárnysegédjévé (Generaladjutant) nevezték ki.
1908-ban kinevezték a XVII. hadtest parancsnokának, és előléptették lovassági tábornoknak (General der Kavallerie).

### Második házassága
Első felesége, Dorothea 1905-ben meghalt. 1908-ban Mackensen, 58 éves fejjel, feleségül vette a nála sokkal fiatalabb Leonie von der Ostent (1878–1963). Az asszony mellette maradt Mackensen haláláig, (1945-ig). E házasságból nem született utód.

### Az első világháborúban

#### A keleti fronton
Az első világháborúban Mackensen tábornoknak vezérkari főnökével, Hans von Seeckt tábornokkal együtt, jelentős része volt a nagy stratégiai jelentőségű győzelmek megtervezésében Gorlice–Tarnównál, Breszt-Litovszknál, Pinszknél, valamint Szerbia és Románia ellen. Katonai sikerei nyomán a tiszteletteljes Új Hajrámarsall (Neuer Marschall Vorwärts) melléknevet adták neki, emlékezve Blücher tábornagyra, akinek ezt a melléknevét katonái adták, a Napóleon elleni felszabadító háborúkban.
1914 augusztusában először a német 8. hadsereghez tartozó XVII. hadtest (Armeekorps) parancsnokává nevezték ki, amely a gumbinneni csatában rendkívül súlyos vereséget szenvedett Rennenkampf orosz tábornok erőitől. Mackensen hadteste szenvedte el a legnagyobb veszteségeket (9000 embert mindössze két óra alatt). Emlékirataiban maga Mackensen is „tömeggyilkosságot”, „tömegmészárlást” említ. Ennek ellenére csapatait vasúton gyors ütemben át tudta csoportosítani, és augusztus végén sikerült bekerítenie Szamszonov orosz tábornok előrenyomuló hadoszlopait. A gumbinneni csatát követő második tannenbergi ütközetben Mackensen döntő helyzetbe manőverezte a IX. hadtestet, és meghatározó szerepet játszott az orosz 2. hadsereg bekerítésében és megsemmisítésében. A reménytelen helyzetbe jutott Szamszonov augusztus 30-án főbe lőtte magát.
1914 őszén Mackensen sikeresen megvédte az ostromlott Łódź városát. E haditettért megkapta a Pour le Mérite érdemrendet, és vezérezredessé léptették elő. Az év október és november folyamán a Visztulánál és Varsó alatt harcolt. Kinevezték a német 9. hadsereg parancsnokává. Részt vett a Mazuri-tavaknál támadó orosz erők elleni harcokban. 1915. április 16-án kinevezték az újonnan alakított német 11. hadsereg parancsnokává, amellyel a  galíciai front dunajeci szakaszára vezényelték. A 9. hadsereget Lipót bajor királyi herceg, tábornagy vette át.
1915. április elején Mackensen 11. hadserege nyitotta meg a tavaszi offenzívát, a Tarnów környéki ellenséges állások nehéztüzérségi ágyúzásával. Az 1915. május 1–3. között lezajlott gorlicei áttörés során Mackensen hadserege, nagy erejű támadással, mérgező harci gázokat is bevetve, egész Nyugat-Galíciában sikeresen törte át az orosz haderő teljes frontját. E győzelem után vezértábornaggyá (Generalfeldmarschall) léptették elő, és megkapta a Fekete Sas érdemrendet. A legnépszerűbb német hadvezérek sorába emelkedett, nevét Hindenburggal és Ludendorffal, a keleti front parancsnokával és vezérkari főnökével egy sorban emlegették.
A front áttörése után Mackensen elrendelte az előrenyomulást, de a nehéz terepen, a harcolva visszavonuló oroszok ellenállása miatt csak lassan haladhatott. Június elején a 11. hadsereg elérte Przemyśl városát és erődrendszerét, majd támogatásukkal 1915. június 22-én az Osztrák–Magyar Monarchia csapatai visszafoglalták Lemberget. Ennek során a német Mackensen tábornagy irányította a császári és királyi 10. huszárezredet is.

#### Szerbia legyőzése
Az Oroszország elleni hadjárat győzelmes befejezése után, 1915 őszén Mackensen megbízást kapott egy Szerbia elleni hadjárat vezetésére. Nagy határozottsággal végezte ezt a feladatot. A hadművelet során egy három hadseregből álló csoportosítást (Heeresgruppe) irányított: a német 11. német hadsereget Max von Gallwitz tüzértábornok parancsnoksága alatt, Kövess Hermann gyalogsági tábornok osztrák–magyar 3. hadseregét, és a bolgár 1. hadsereget Bojadzsijev vezérőrnagy parancsnoksága alatt. Október 9-én Kövess 3. hadserege elfoglalta Belgrádot. A Duna jobb partján október 22-én Bojadzsijev csapatai elfoglalták Prahovót, és október 23-án egyesültek Gallwitz német hadseregével. Szerbiát legyőzték, területét megszállták.

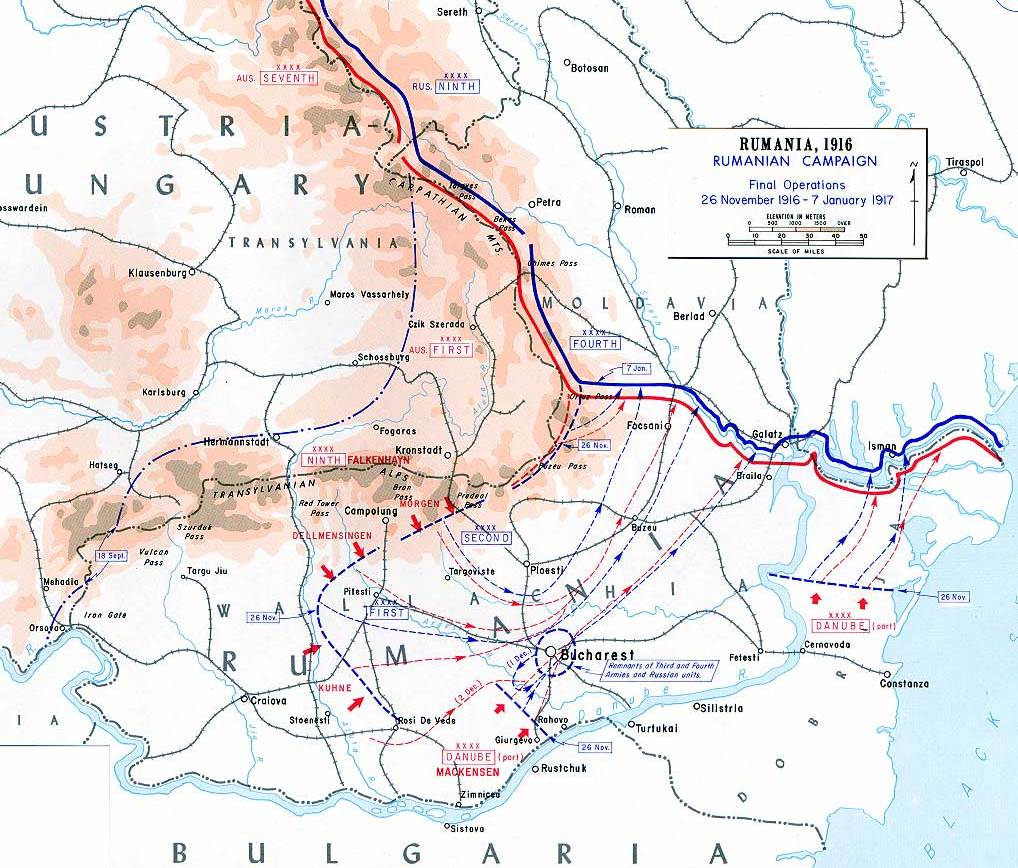
Románia megszállása 1916–17

#### Románia megszállása

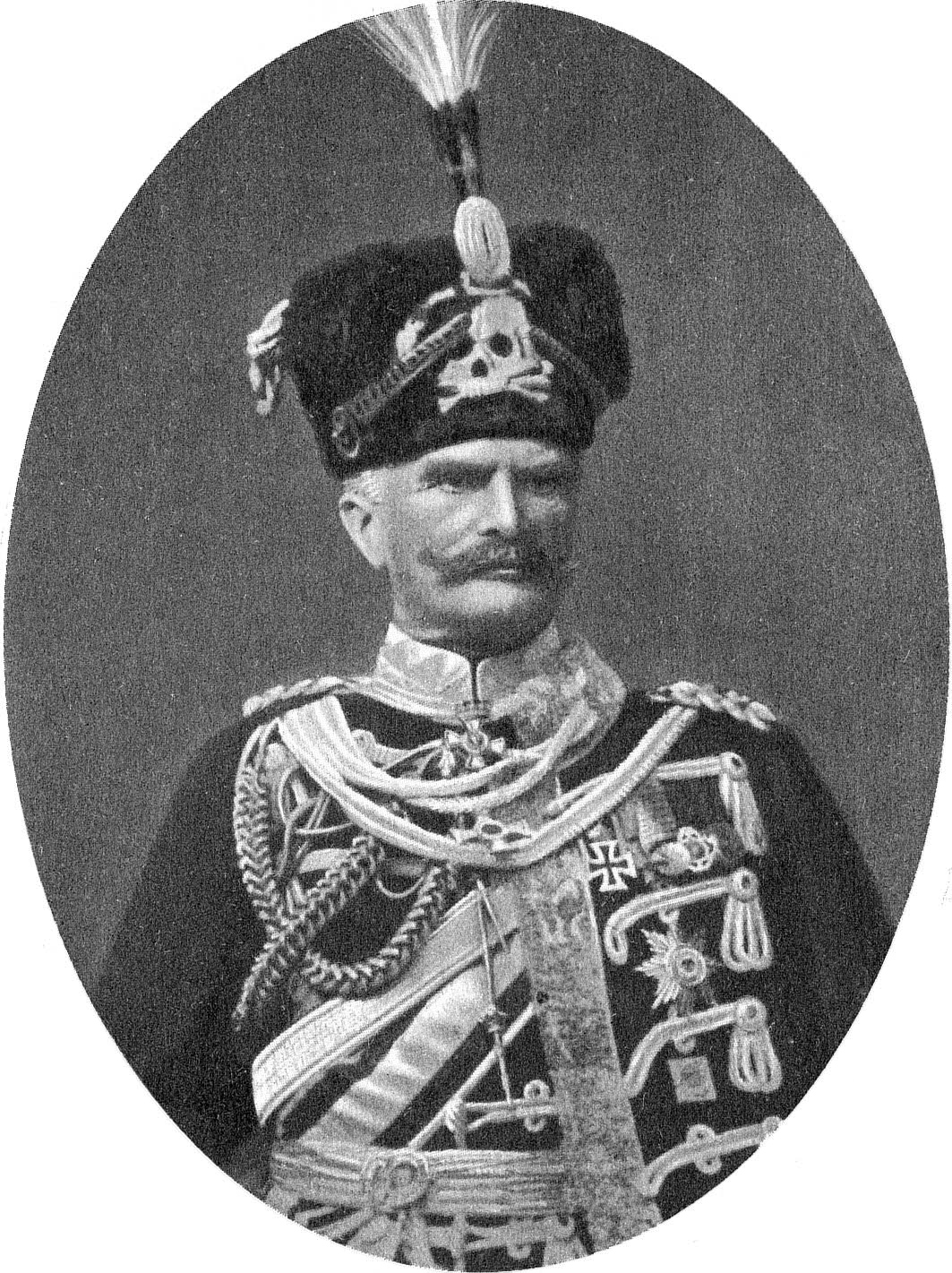
August von Mackensen 1916-ban

1916. augusztus 28-án Románia hadat üzent a központi hatalmaknak, és a román hadsereg megtámadta Erdélyt. A német hadvezetés attól tartott, hogy a Monarchia egész hadserege meginoghat. Erdélyben Arz Artúr altábornagy 1. hadserege felvette a harcot a románokkal, és kitartóan lassította előrenyomulásukat az erősítés megérkezéséig. Mackensen vezértábornagyot Bulgáriába vezényelték, ahol bolgár, török, német és osztrák–magyar egységekből megszervezte a Dunai Hadsereget, amellyel elfoglalta Dobrudzsát és a Duna deltavidékét. Szétverte a románok felmentésére érkező orosz csapatokat is. Október végére Arz tábornok 1. hadserege, együttműködve Erich von Falkenhayn tábornok német 9. hadseregével kiszorította Erdélyből a román csapatokat. Hadserege átkelt a Dunán, és elvágta a visszavonulók útját. 1917 februárjában Románia kapitulált. Mackensen megkapta a Vaskereszt kitüntetés Nagykeresztjét, ezzel az egész világháború során csak két tábornokot tüntettek ki. A megszállt Románia katonai kormányzójának őt nevezték ki, ebben a tisztségben működött a háború végéig.

#### A magyar forradalom után
Az Amerikai Egyesült Államoknak az antant oldalán történt hadba lépését követően, 1918 végén mégis bekövetkezett az osztrák–magyar és német haderő általános összeomlása. A visszavonuló Dunai Hadsereg német és osztrák egységei október és november folyamán Romániából Magyarországon keresztül vonultak hazafelé. Mackensen ekkor felajánlotta, hogy intakt csapataival megvédi Magyarországot a román betöréstől, de a fegyverszüneti egyezmény értelmében a Magyar Köztársaság kormányának le kellett őket fegyvereznie. Károlyi Mihály miniszterelnök utasítására azonban a magyar lakosság körében igen népszerű Mackensen vezértábornagyot Budapesten letartóztatták és internálták. A szociáldemokrata és kommunista politikusok nagy lelkesedéssel fogadták az intézkedést. Amikor azonban a román csapatok, az antant hallgatólagos jóváhagyásával mélyen benyomultak Magyarország területére, a közhangulat Károlyi ellen fordult. Élesen bírálták, amiért hálátlan módon, ellenségként kezeli a gyűlölt Románia egykori legyőzőjét. 1919 márciusában Károlyi átadta Mackensent az antant képviselőinek. Egy angol katonai hajón tartották fogva, majd néhány nappal Károlyi bukása és a Kun Béla vezette bolsevik hatalomátvétel, a Tanácsköztársaság kikiáltása előtt kivitték az országból. Az antant Szalonikiben internálta, majd decemberben visszatérhetett Németországba.

### A weimari köztársaság idején
A weimari köztársaság kikiáltása után, 1920-ban Mackensen visszavonult az aktív katonai szolgálattól. Az 1920-as években a német nemzeti újjászerveződési mozgalmakat támogatta; a régi (monarchisztikus) rendszer konzervatív felfogású képviselője maradt, a liberális demokrácia távol állt tőle, elutasította a weimari köztársaságot. Ugyanezt vallotta akkor gyakorlatilag az egész német jobboldal.
Az első világháború elvesztéséért – a legtöbb német katonai vezetőhöz és harctéri parancsnokhoz hasonlóan – Mackensen is a belső defetista bomlasztást, a liberális demokraták politikai machinációit okolta („tőrdöfés-elmélet”), és nem az ellenség katonai-gazdasági erőfölényét. E felfogás szerint a konzervativizmus politikai ellenfelei, a weimari köztársaságban hatalomra jutott szociáldemokrata és liberális erők felelősek a háború elvesztéséért, és a súlyos versailles-i „békediktátumért”.
1921. augusztus 26-án német katonatisztek megölték Matthias Erzberger pénzügyminisztert, aki 1918. november 11-én a fegyverszüneti bizottság tagjaként (Paul von Hindenburg vezértábornagy, császári vezérkari főnök kérésére) Compiègne-ben aláírta a franciákkal a fegyvernyugvást, és 1920-ban, már a birodalmi gyűlés képviselőjeként a versailles-i békeszerződés elfogadását javasolta. A katonák szemében ő testesítette meg a tőrdöfést, őt tették felelőssé a béketárgyalások kimenetele miatt. A gyilkosság hírének hallatán Mackensen elégtételt érzett. „Megszabadultunk a kártevőtől” („Den Schädling sind wir los”), nyilatkozta. A korabeli német jobboldal többségéhez hasonlóan ő is a „békediktátum” felülvizsgálatát tekintette a német állami politika legfontosabb feladatának.
1921-től elvállalta a „Jungsturm” ifjúsági szövetség fővédnökségét. A következő években számos katona- és veteránegyesület hagyományőrző találkozóján vett részt, és tartott hazafias beszédet.

### A nemzetiszocializmus idején
Mackensen viszonya a német nemzetiszocialistákhoz ellentmondásos. A hagyománytisztelő, „régi” porosz kultúra sok konzervatív képviselőjéhez hasonlóan ő maga is bizalmatlanul és gyanakodva nézte a nemzetiszocialista mozgalom megszületését és megerősödését. Adolf Hitler irányában viszont kifejezett csodálatot érzett. Mackensen ekkori viselkedése éles ellentétben állt Hindenburgéval. Mindkét öreg monarchista tábornagy megengedte a nemzetiszocialistáknak, hogy hatalomátvételük után úgy szerepeltessék őket mint a régi Poroszország velük egyetértő képviselőit, Mackensen azonban – szemben Hindenburggal – soha nem foglalt nyíltan állást az új rendszer mellett. A nemzetiszocialisták 1933-ban porosz államtanácsossá nevezték ki. A nemzetiszocialista propaganda rendszeresen felhasználta a nevét, emiatt arisztokrata körökből sok bírálat érte. Habsburg Ottó osztrák–magyar trónörökös a Harmadik Birodalom úri poroszának nevezte („Edelpreuße des Dritten Reiches”).
1935-ben, Hindenburg halála után már csak Mackensen volt életben az első világháború tábornagyai közül. Hitler kinevezte őt az 5. lovasezred parancsnokának, amellyel a tábornagy népszerűségét igyekezett a maga számára kiaknázni. A hírneves vezértábornagy gyakran kísérte a Führert az ünnepi díszszemléken is. Szembetűnő rokonszenve a nemzetiszocialistákkal javította a Harmadik Birodalom legitimitását. Személyét a nemzetiszocialista propaganda arra használta, hogy megteremtse a Német Császárság és a Harmadik Birodalom közötti kontinuitást. Nyáron Magyarországra is ellátogatott a régi fegyverbarátság szellemében. 1935. október 22-én Hitler jelentős birtokadományt juttatott Mackensennek, neki ajándékozta az 1231 hektáros brüssow-i földbirtokot, Prenzlau megyében, Poroszországban.
Ugyanakkor Mackensen többször is hevesen tiltakozott a Sturmabteilung (SA) rohamosztagosainak erőszakos tettei ellen. 1940-ben nyilvános tiltakozó levelet írt Walther von Brauchitsch tábornagynak, a haderő főparancsnokának, amelyben elítélte a német katonák és az SS-tagok által Lengyelországban elkövetett rémtetteket és erőszakos bűncselekményeket. Mint a hitvalló egyház tagja, aktívan segített több üldözöttet, főleg egyházi személyeket, köztük Martin Niemöller teológust (1892–1984). A háborúban elkövetett szörnyűségek megrázták a mélyen hívő protestáns Mackensent, de a Führer iránti rokonszenve nem csökkent.
1941-ben a megszállt Hollandiába utazott, hogy részt vegyen az utolsó német császár II. Vilmos temetésén, Haus Doornban. Ez a régi monarchia melletti kiállás volt, ami kiváltotta Hitler dühét. Mackensen ugyanakkor élesen elítélte a Hitler ellen 1944. július 20-án elkövetett, a német hadsereg tisztjei által szervezett pokolgépes merényletet. 1944 novemberében Mackensen felhívást intézett a német ifjúsághoz, amelyben – a nemzetiszocialista propaganda hangnemében – a végsőkig való kitartásra, áldozatkészségre és fanatikus harcra szólított fel. Hitler iránti tisztelete haláláig változatlan maradt, annak ellenére, hogy megérhette a háborús vereséget, összeomlást, országa lerombolását és megszállását.
A Harmadik Birodalomban játszott szerepe alapján Mackensen személye olyan aktív nemzetiszocialista szimpatizánsként értékelhető, aki a régi rendszer militarizmusa és az új rendszer vezérkultusza közötti jogfolytonosságot kereste. A nemzetiszocialista ideológiától bizonyos fokú személyes távolságtartását konzervatív, monarchista és mélyen hívő gondolkodása magyarázza. A nemzeti büszkeséget, a hagyományos porosz értékeket (Preussentum) kereste a Harmadik Birodalomban, viselkedése emiatt – akarva, akaratlanul – támogatta a nemzetiszocialista rendszer propagandájának sikerét.

### Halála
1945 elején az idős tábornagy, feleségével együtt Alsó-Szászországba menekült az előrenyomuló Vörös Hadsereg elől. Celle közelében, Burghornban (ma Habighorst néven Eschede város része) hunyt el, alig egy hónappal 96.  születésnapja előtt, 1945. november 8-án.